# Tayler Wiles
Tayler Wiles (Murray, 20 luglio 1989) è un'ex ciclista su strada statunitense, attiva tra le Elite dal 2013 al 2023 e vincitrice del Tour de l'Ardèche a tappe nel 2015.

## Palmarès
- 2014 (Specialized-Lululemon, una vittoria)

Chrono Gatineau
- 2015 (Velocio-SRAM, quattro vittorie)

4ª tappa Tour of New Zealand (Masterton > Masterton)
Classifica generale Tour of New Zealand
3ª tappa Tour de l'Ardèche (Le Pouzin > Cruas)
Classifica generale Tour de l'Ardèche
- 2017 (UnitedHealthcare Pro Cycling, due vittorie)

Classifica generale Tour of the Gila
5ª tappa Thüringen Tour (Greiz > Greiz)
- 2019 (Trek-Segafredo, una vittoria)

3ª tappa Emakumeen Bira (Murgia > Santa Teodosia)

### Altri successi
- 2013 (Specialized-Lululemon)

1ª tappa Lotto Belgium Tour (Warquignies > Angreau, cronosquadre)
- 2015 (Velocio-SRAM)

1ª tappa Tour of New Zealand (Masterton, cronosquadre)
2ª tappa, 1ª semitappa Energiewacht Tour (De Onlanden, cronosquadre)
Classifica a punti Tour de l'Ardèche
- 2017 (UnitedHealthcare Pro Cycling)

Classifica scalatori Tour de Feminin-O cenu Českého Švýcarska
Classifica scalatori Thüringen Tour
- 2019 (Trek-Segafredo)

Vårgårda West Sweden TTT (cronosquadre)
- 2020 (Trek-Segafredo)

1ª tappa Giro d'Italia (Grosseto > Grosseto, cronosquadre)
- 2021 (Trek-Segafredo)

1ª tappa Giro d'Italia (Fossano > Cuneo, cronosquadre)

## Piazzamenti

### Grandi Giri
- Giro d'Italia

2013: 95ª
2014: 68ª
2015: 45ª
2018: 15ª
2019: 37ª
2020: 58ª
2021: non partita (3ª tappa)
- Vuelta a España

2023: 104ª

### Competizioni mondiali
- Campionati del mondo

Ponferrada 2014 - In linea Elite: ritirata
Richmond 2015 - In linea Elite: 77ª
Bergen 2017 - Cronometro Elite: 25ª
Bergen 2017 - In linea Elite: ritarata
Innsbruck 2018 - Cronometro Elite: 10ª
Innsbruck 2018 - In linea Elite: ritirata
Yorkshire 2019 - In linea Elite: 44ª
Imola 2020 - In linea Elite: 26ª
Fiandre 2021 - In linea Elite: 71ª